# Västlig kungstyrann
Västlig kungstyrann (Tyrannus verticalis) är en nordamerikansk fågel i familjen tyranner inom ordningen tättingar.

## Kännetecken

### Utseende
Västlig kungstyrann är en 22 centimeter lång fågel med rätt annorlunda proportioner än släktingen östlig kungstyrann, med längre vingar och stjärt och mer trastlik flykt. Dräkten skiljer sig tydligt genom grått på huvud och bröst, gul buk och grön rygg samt svart stjärt med vita sidor. Liknande larmkungstyrannen har istället för de vita stjärtsidorna en vit stjärtspets, mörkare grått på huvud och bröst samt ljusa övre vingtäckare, som ger intrycket att vara blekare än ryggen (tvärtom på västlig kungstyrann).

### Läten
Den västliga kungstyrannens sång är ett ljust och hårt pidick pick pidick piikado. Lätet är vasst och hårt: kitt eller pick, mörkare än östlig kungstyrann.

## Utbredning och systematik
Fågeln häckar huvudsakligen i västra och centrala Nordamerika, från södra Kanada (British Columbias södra inland, södra Alberta, Saskatchewan och Manitoba) österut i USA till västra Minnesota, västra Iowa, västra Missouri, Oklahoma och Texas och söderut till norra Mexiko på norra Baja California samt till södra Sonora och nordvästra Chihuahua. Vintertid flyttar den till ett område från södra Mexiko, södra Guatemala, El Salvador, sydvästra Honduras och västra Nicaragua söderut till Costa Rica (Térraba-regionen), men ses även i södra Florida i USA.
Tillfälligt har den påträffats på Kuba, på Saint Pierre och Miquelon samt i Panama. 13-14 oktober 2018 uppehöll sig även en individ på ön Flores i Azorerna, det första fyndet i Europa.

## Levnadssätt
Västlig kungstyrann är en vanlig fågel i öppna områden med spridda träd, som prärier och jordbrukslandskap. Den uppträder ensam eller i små familjegrupper. Liksom andra kungstyranner ses den sitta på en hög och öppen utkiksplats, varifrån den spanar efter insekter som passerar förbi.

## Status och hot
Arten har ett stort utbredningsområde och en stor population, och tros öka i antal. Utifrån dessa kriterier kategoriserar internationella naturvårdsunionen IUCN arten som livskraftig (LC).